# Ilha de Saltes
A ilha de Saltes ou Saltés é uma pequena ilha fluvial situada na ria de Huelva, Andaluzia, Espanha, nas imediações das localidades de Huelva e de Punta Umbría. Atualmente integra a reserva natural das marismas do Odiel
A ilha situa-se na segunda maior zona húmida da Andaluzia. Sobre o seu solo arenoso desenvolve-se um importante ecossistema de flora e fauna, onde se destacam espécies de aves como colhereiros, flamingos, garças e cegonhas.

## História
Além do seu valor ecológico devido à sua localização em zona de marismas e nidificação de aves, a ilha é também importante em termos arqueológicos, tendo sido frequente relacioná-la com a capital de Tartesso, como foi o caso do poeta romano Avieno (século IV d.C.), que se referiu à ilha de Saltes como a "ilha entre dois rios". Anteriormente, Estrabão (III,5,5) relatou as viagens dos marinheiros fenícios na área desde o século VIII a.C., cujo oráculo lhes diz que devem edificar um templo a Hércules. O certo é que entre a lenda e a referência bíblica — a Tarschish do Livro dos Reis — Tartesso tem contactos com o mundo grego em meados do Predefinição:-VII
Recentemente foi constatada a existência de estruturas da época romana relacionadas com a pesca e a salga e de restos de uma cidade da época muçulmana. Estes restos datam dos séculos X e XI, quando a cidade foi a capital do reino taifa de "Umba e Xaltis" (Huelva e Saltes), durante o reinado de Abdalazize Albacri. A cidade foi abandonada lentamente a partir de 1052, quando os domínios de Albacri foram conquistados por Almutadide de Sevilha. Na época cristã a cidade tinha sido abandonada, apenas existindo algumas instalações civis (uma leprosaria) e religiosas (uma ermida). O local da antiga cidade encontra-se em terrenos que atualmente são propriedade privada.
| “ | O mar rodeia a ilha de Saltixe por todas as partes; numa dela, só está separada do continente por um braço de mar [de pouca] largura [...] por ali passam os seus habitantes para irem buscar a água que necessitam [...] Há poços de água doce, dos quais se pode tirar água sem descer muito, e também há bonitos jardins. Esta ilha possui as espécies mais belas de pinheiros, grandes pastos sempre verdes e fontes de água doce; os laticínios e as leguminosas são excelentes. | ” |
|   | — Dreses, século XII. |   |

Os estudos realizados levam a supor que a cidade tinha uma planta inusitadamente regular para os modelos árabes, com uma fortaleza central de 70 por 40 metros de perímetro. A populaçãp dedicava-se sobretudo ao comércio, principalmente de metal, e à metalurgia, aproveitando a proximidade das minas a norte, cujo minério chegava à cidade e à vizinha Onoba (atual Huelva), através do que é atualmente conhecido como rio Tinto. A pesca era também uma atividade importante.
Em 17 de julho de 1381 travou-se junto à ilha um confronto naval decisivo da terceira guerra fernandina, a batalha da ilha de Saltes, na qual a esquadra castelhana comandada por Fernando Sánchez de Tovar derrotou uma esquadra portuguesa comandada por João Afonso Telo, o Moço. Entre 1937 e 1939, durante a guerra civil espanhola, funcionou na ilha um campo de prisioneiros, principalmente catalães, cuja sobrevivência se deve em grande parte à ajuda clandestina dos habitantes de Punta Umbría, pois não tinham comida, nem roupas, nem sequer água potável.